# Bettie Serveert
Bettie Serveert is een Nederlandse alternatieve en indierockband uit Arnhem. Hun debuutalbum Palomine (1992) werd goed ontvangen in het Verenigd Koninkrijk waar het op nummer 122 belandde in de UK Albums Chart en in de Verenigde Staten. Ook het tweede album Lamprey (1995) kwam in de UK Albums Chart terecht en wel op nummer 117. Hoewel Palomine internationaal het bekendst is, scoorde Bettie Serveert met Lamprey in eigen land beter; beide albums belandden op respectievelijk nummer 43 en 14 in de Album Top 100. De band staat bekend om hun melancholische melodieën en introspectieve, serieuze liedteksten. Bettie Serveert is vernoemd naar een boek van tennisster Betty Stöve.

## Geschiedenis
Bettie Serveert begon in 1986 als Betty Serveert, maar na één optreden werd de groep alweer ontbonden nadat de groep De Artsen (met gitarist Peter Visser en bassist Herman Bunskoeke, samen met Reinier Veldman op drums en Joost Visser op gitaar en zang) succes hadden geboekt met hun album Conny Waves with a Shell (1989) en hun optredens. Aan het eind van dat jaar verliet zanger-gitarist Joost Visser plotseling De Artsen, wat het einde van die groep betekende.
Peter Visser en Herman Bunskoeke startten een project waarin Carol van Dijk fungeerde als geluidmixer en Berend Dubbe als roadie.
In 1991 werd de groep Bettie Serveert daarna opnieuw opgericht, met Berend Dubbe als drummer en Van Dijk als zangeres en gitariste. Vrijwel alle songteksten zijn van Carol van Dijk, de muziek van de hele groep. De eerste demo van Bettie Serveert (1992) werd goed ontvangen en zelfs tot Demo van de Maand uitgeroepen in het Britse tijdschrift Melody Maker.
In september 1992 verscheen de single Tom Boy, gevolgd door het debuutalbum Palomine. De band ging direct toeren door Europa, de Verenigde Staten Canada. In 1993 speelde Bettie Serveert op Pinkpop en een jaar later op Lowlands en Roskilde. In januari 1994 ontving de band de BV Popprijs 1993. In 1995 volgde opnieuw een optreden op Pinkpop.
In 1997 bracht de band een hommage aan de experimentele-rockband The Velvet Underground door enkele shows te spelen met de muziek van deze band. Het laatste concert vond plaats in Paradiso. De opnames van dit laatste optreden belandden op de gelimiteerde uitgave Bettie Serveert Plays Venus in Furs and Other Velvet Underground Songs. Tegen 2019 bleken er opnames van nog vier nummers te zijn. In dat jaar verscheen een geremasterde versie van het album, inclusief de vier extra nummers.
Berend Dubbe bracht in 1999 onder de naam Bauer het soloalbum On the Move uit. Drummer Reinier Veldman verliet in 2002 de groep om zich volledig te richten op zijn band Young Pilots.
In 2003 ontvingen ze hun eerste gouden plaat in Nederland voor hun debuutplaat Palomine. In augustus 2015 werd de 25e verjaardag van Bettie Serveert gevierd met een live concert waar het gehele album Palomine werd uitgevoerd met op drums Berend Dubbe.
Bettie Serveerts achtste album Oh, Mayhem! verscheen in 2013. De band startte een clubtour ter ondersteuning van het album.

## Stijl
Steve Huey van AllMusic omschreef Bettie Serveert als "college radio stars" die "jangly, sweetly melodic, at times surprisingly muscular guitar pop" maken.

## Productie
In een interview met Popstukken in 2004 gaf Van Dijk aan dat zij en Visser de opnames verzorgden van de albums. Van de meeste nummers namen zij alle partijen op, sommige werden door alle bandleden ingespeeld. Ze gaf als redenen op dat de albums zo sneller werden opgenomen, dat het een kostendrukkende methode was en omdat de andere bandleden vanwege vaste banen minder tijd zouden hebben voor het opnemen van muziek.

## Bezetting
- Carol van Dijk: gitaar, zang
- Herman Bunskoeke: basgitaar
- Peter Visser: gitaar
- Berend Dubbe: drums t/m album Venus In Furs (1998)
- Reinier Veldman: drums op album Private Suit (2000)
- Jeroen Blankert: drums vanaf album Log 22 (2003)
- Gino Geudens: drums, achtergrondzang op album Bare Strip Naked (2006)
- Martijn Blankestijn: keyboards op album Bare Strip Naked (2006)
- Joppe Molenaar: drums vanaf album Pharmacy Of Love (2010)

## Discografie
| Titel               | Uitgebracht | Hitlijsten | Hitlijsten | Hitlijsten | Hitlijsten |
| Titel               | Uitgebracht | BE (VL)    | NL         | VK         |            |
| ------------------- | ----------- | ---------- | ---------- | ---------- | ---------- |
| Palomine            | 1992        | —          | 43         | 122        |            |
| Lamprey             | 1995        | —          | 14         | 117        |            |
| Dust Bunnies        | 1997        | —          | 38         | —          |            |
| Private Suit        | 2000        | —          | 92         | —          |            |
| Log 22              | 2003        | —          | 58         | —          |            |
| Attagirl            | 2004        | —          | 47         | —          |            |
| Bare Stripped Naked | 2006        | —          | 44         | —          |            |
| Pharmacy of Love    | 2010        | —          | 23         | —          |            |
| Oh, Mayhem!         | 2013        | —          | 30         | —          |            |
| Damaged Good        | 2016        | —          | 42         | —          |            |